# Catherine Charlotte de Gramont

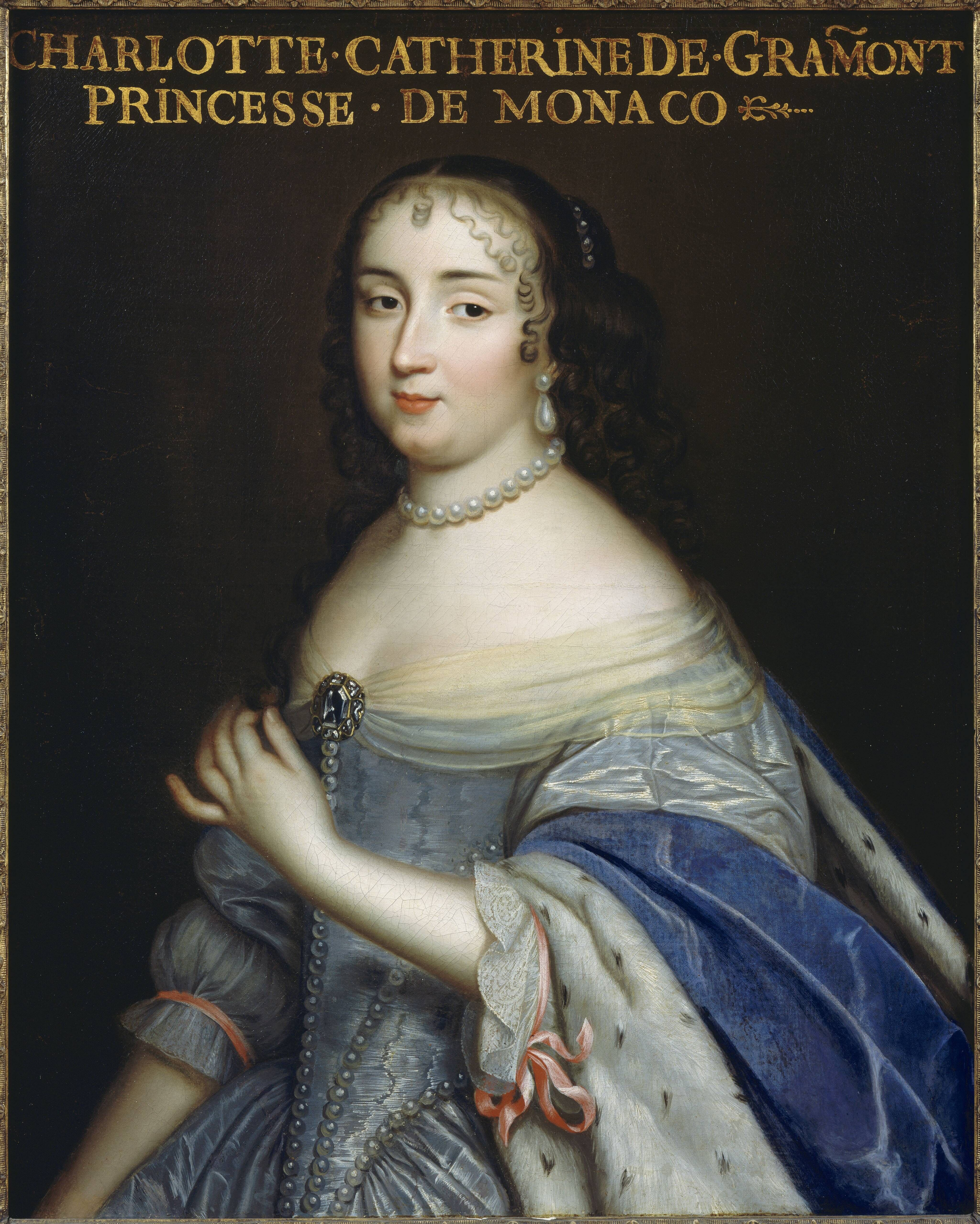
Catherine Charlotte de Gramont, Fürstin von Monaco

Catherine Charlotte de Gramont (* 1639; † 4. Juni 1678 im Palais Royal in Paris) war durch Heirat Fürstin von Monaco und Herzogin de Valentinois. 
Am französischen Hof galt sie als leichtlebige Dame und soll kurzzeitig auch Mätresse des französischen Königs Ludwig XIV. gewesen sein. Sie war Oberhofmeisterin im Palais Royal, der Residenz von Philippe d’Orléans, dem Bruder des Königs.

## Leben
Catherine Charlotte war die Tochter von Antoine de Gramont, Herzog von Gramont (1604–1678) aus dem Haus Gramont, und seiner Nichte und Ehefrau Françoise Marguerite du Plessis (1608–1689), Tochter von Hectors de Chivré, seigneur du Plessis und Nichte von Kardinal Richelieu. Ihr Vater gehörte zu den einflussreichsten Höflingen des französischen Hofs und war seit 1641 Marschall von Frankreich sowie Vizekönig von Navarra und Béarn und Gouverneur von Bayonne. Ihr Bruder war Armand de Gramont, Comte de Guiche.
Catherine Charlotte hatte das Gemüt und den Charme ihres Vaters geerbt. 1660 heiratete sie in Paris Louis Grimaldi, 2. Fürst von Monaco (1642–1701), Enkel von Honoré II. Grimaldi, 1. Fürst von Monaco. Er war das Patenkind von Ludwig XIII. und seiner Gemahlin Anne von Österreich. Aufgrund einiger Intrigen wurde das Ehepaar vorübergehend durch Ungnade gestraft und ließ sich daraufhin in Monaco nieder. Nach dem Tod seines Großvaters 1662 nahm der bis dahin als Herzog de Valentinois Betitelte den Namen „Louis I. Prince de Monaco“ an und wurde regierender Fürst.
Das Fürstenpaar wurde schließlich wieder an den französischen Hof gerufen. Catherine Charlotte wurde 1665 die Oberhofmeisterin von Henriette von England, Herzogin von Orléans, der Schwägerin des Königs. Madame de Monaco war schön und kokett und zog viele Höflinge an, die um sie buhlten, unter anderem François de Neufville, Herzog von Villeroy und Antonin Nompar de Caumont, Herzog von Lauzun. Es hieß sogar, sie habe eine Zeitlang eine Liebschaft mit dem König gehabt. Dessen Bruder, der Herzog Philippe d’Orléans, hatte in jungen Jahren ein Verhältnis mit Catherines Bruder Armand gehabt, der später allerdings Liebhaber der Gemahlin des Herzogs, Henriette, geworden war, in deren Dienst Catherine stand. Als Armand mit Unterstützung der Herzogin auch noch dem König die Mätresse Louise de La Vallière ausspannen wollte, fiel er in Ungnade und wurde vom Hof verbannt. Nachdem die Günstlinge des Herzogs von Orléans dessen Gemahlin Henriette vermutlich vergiftet hatten, heiratete dieser in zweiter Ehe Liselotte von der Pfalz. Madame de Monaco blieb als Oberhofmeisterin bei dieser und wurde – im Gegensatz zu den meisten andern Höflingen im Palais Royal – ihre enge Freundin. Sie versuchte sogar, wie sie es schon mit Henriette getan hatte, Liselotte von den Freuden der lesbischen Liebe zu überzeugen, denen sie sich gleichfalls gerne hingab, allerdings vergeblich. Mit ebenso wenig Erfolg bemühte sie sich dann darum, der sittenstrengen und eher frigiden Liselotte einen Liebhaber zu verschaffen, wozu sie Philippe de Bourbon, duc de Vendôme, auserkoren hatte.
Der von den Eskapaden seiner Frau sehr enttäuschte Louis I. ging zur Armee und gelangte dort zu großem Ruhm.
Aus ihrer Ehe gingen sechs Kinder hervor, darunter:
1. Antoine I. (1661–1731), Fürst von Monaco ⚭ Prinzessin Maria von Lothringen
2. Francesco Grimaldi (1669–1748), Erzbischof

## Bautätigkeit
1675 beauftragte Catherine Charlotte de Gramont den Bau einer Kirche in Monaco, die heute Musée de la Chapelle de la Visitation heißt.